# Cyrtodactylus denticulatus
Cyrtodactylus denticulatus — вид ящірок з родини геконових (Gekkonidae). Описаний у 2023 році.

## Назва
Dbljdbq епітет denticulatus з латини означає «зубчастий», що є посиланням на невеликі зубоподібні дорсолатеральні та вентролатеральні хвостові горбки та зубчасті вентролатеральні складки тіла.

## Поширення
Ендемік Таїланду. Відомий лише у типовому місцезнаходженні — біля водоспаду Чао Дой, округ Тха Сонг Янг, провінція Так, західний Таїланд.